# Elcaninae
Elcaninae (лат.) — подсемейство вымерших насекомых из отряда прямокрылых. Существовали в мезозойскую эру, с триасового по меловой периоды (208,5—93,5 миллионов лет назад). Обнаружены в ископаемых отложениях Евразии (Великобритания, Швейцария, Германия, Китай, Казахстан, Монголия, Южная Корея и Мьянма) и Южной Америки (Бразилия).

## Классификация
По данным сайта Paleobiology Database, на май 2023 года в семейство включают 8 вымерших родов:
- Caelielca Uchida, 2021
- Cratoelcana Martins-Neto, 1991
- Ellca Kočárek, 2020
- Eubaisselcana Gorochov, 1986
- Hukawnelca Uchida, 2021
- Minelcana Gorochov et al., 2006
- Panorpidium Westwood, 1854
- Probaisselcana Gorochov, 1989